# تپه تل کم
تپه تل کم مربوط به دوره ساسانیان - دوران‌های تاریخی پس از اسلام است و در شهرستان دیلم، روستای عامری واقع شده و این اثر در تاریخ ۱۱ دی ۱۳۸۰ با شمارهٔ ثبت ۴۵۴۷ به‌عنوان یکی از آثار ملی ایران به ثبت رسیده است.